# Колонна «Конец света»

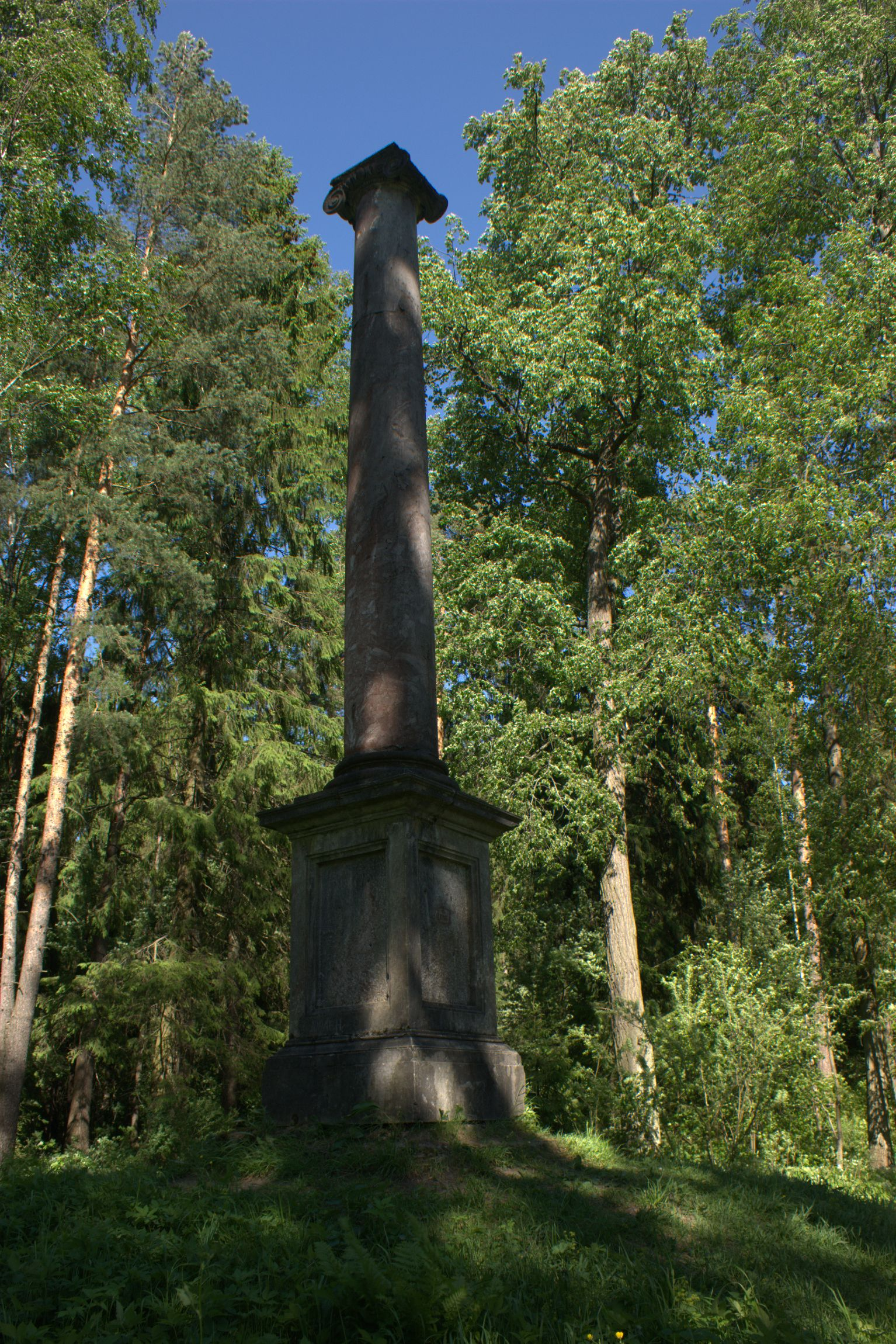
2015 год, до реставрации

Колонна «Конец света» — памятник архитектуры. Расположен в Павловске, в Павловском парке в средней части Новой Сильвии.
Колонна стоит на специально насыпанном поверх фундамента возвышении, у неё ионический ордер. Светлым цветом она обогащает окружающий мрачноватый с колористической точки зрения пейзаж.
Изначально колонна высечена по проекту Чарлза Камерона из светло-розового олонецкого (тивдийского) мрамора. Она была установлена в 1783 году в конце Тройной липовой аллеи на каменном ступенчатом возвышении (в разных источниках упоминается от 4 до 10 ступеней). Колонна стояла ровно по центру напротив дворца и была видна из него. Площадка, известная как «площадь колонны», была расширена Винченцо Бренной при Павле I с получением наименования Парадное место, и в последние годы XVIII века колонну перенесли на текущее место.
Колонна получила своё шутливое название в связи с тем, что обозначала границу оформленной части парка (её название может быть также связано с тем, что «концом света» называли Новую Сильвию в целом).
На текущем фундаменте колонны расположен четырёхгранный пьедестал из рускеальского мрамора с цоколем и профилированным карнизом. На пьедестале стоит четырёхугольный плинт из тёмно-серого мрамора и серомраморная база колонны. Капитель колонны, вероятно, ранее была позолочена. На каждой грани пьедестала сделаны сильно заглубленные грубо обработанные поля с профилированными краями, в каждом из которых ранее были видны четыре обломанных металлических штыря — следы неких вставок. В 1920-е годы обсуждалась идея поставить на пустующие места новые мемориальные доски с именами архитекторов Павловска (Ч. Камерона и П. Гонзаго), но она не была реализована.
В 2016 году прошла реставрация, так как на колонне были загрязнения (в том числе следы краски и граффити), плесень, трещины и сколы. За год до реставрации был найден архивный документ, в котором описывался «пьедестал серого мрамора четвероугольный в середине оного вставлены доски красного мрамора». Согласно этому же документу было установлено, что к основанию колонны вело 10 дерновых ступеней. В рамках реставрации колонна была очищена, поставлены вставки в пьедестал, наверху колонны установлен шар.